# Asociación Europea de Festivales
La Asociación Europea de Festivales (EFA) es un grupo de varios festivales en Europa y otros países. Sus objetivos son fomentar la cooperación artística entre festivales y ofrecer programas para la realización de nuevos proyectos y directores artísticos. Representa a más de 100 festivales de música, danza, teatro e interdisciplinarios, junto con organizaciones nacionales culturales y de festivales de cerca de treinta y ocho países, en su mayoría europeos. La asociación tiene oficialmente sus oficinas principales en Gante, Bélgica y una oficina en Bruselas, dentro de la Casa Europea para la Cultura. Está regida por una Asamblea General, que se reúne una vez al año. El presidente actual es Dario Brlek de Liubliana. Los vicepresidentes son Jan Briers de Bélgica y Michael Herrmann, director y fundador del Rheingau Musik Festival.